# ナキムシのうた
「ナキムシのうた」（なきむしのうた）は、風味堂の2枚目のシングル。2005年1月26日発売。発売元はビクターエンタテインメント。

## 解説
TBS系「CDTV」の11月度オープニング・テーマ曲。

## トラック
1. ナキムシのうた
（作詞・作曲:Kazuhisa Watari／編曲:風味堂、森俊之）
2. 酒
（作詞・作曲:Kazuhisa Watari／編曲:風味堂）
3. ナキムシのうた(INST)
（作曲:Kazuhisa Watari／編曲:風味堂、森俊之）